# Демский, Владислав
 Влади́слав Де́мский  (пол. Władysław Demski, 5 августа 1884, Страшево, Квидзынский повят — 28 мая 1940, Заксенхаузен, Бранденбург) — блаженный Римско-Католической Церкви, священник, польский общественный деятель, педагог. Входит в число 108 блаженных польских мучеников, беатифицированных Римским Папой Иоанном Павлом II во время его посещения Варшавы 13 июня 1999 года.

## Биография
С 1906 оп 1910 года Владислав Демский обучался в Духовной семинарии в Алленштайне. 4 февраля 1910 года был рукоположён в священника в городе Фромборк, после чего служил викарием в Восточной Пруссии, в польскоязычных приходах в Шомбруке, Барчеве (1912—1917 гг.), Бискупце (1918—1919 гг.) и в Старом Таргу (1919—1922 гг.), где занимался пастырской деятельностью среди местных поляков. В 1920 годах Владислав Демский был активным общественным деятелем, участвуя в движении «Союз поляков в Восточной Пруссии», занимая пост вице-президента Польско-Католического Товарищества на Повисле. Был призван на немецкую военную службу, где исполнял обязанности санитара военном госпитале, находившемся в Кенигсберге. Кроме военной службы в Кенисбереге, Владислав Демский принимал активное участие в работе Варминского Плебисцитного Комитета. За свою общественную деятельность был выслан в Польшу. 17 августа 1922 года Владислав Демский поселился в Иновроцлаве, где стал работать в гимназии, одновременно обучаясь в Познанском университете на факультете классической философии. После сдачи экзаменов в университете Владислав Демский стал преподавать в Иновроцлаве.
2 ноября 1939 года Владислав Демский был арестован немецкой оккупационной властью. 8 февраля 1940 года был отправлен в концентрационный лагерь Штуттгоф (Штутово). 10 апреля 1940 года Владислава Демского перевели в концентрационный лагерь Заксенхаузен, где он был замучен 28 мая 1940 года.

## Прославление
13 июня 1999 года был беатифицирован Римским Папой Иоанном Павлом II вместе с другими польскими мучениками Второй мировой войны.
День памяти — 12 июня.

## Источник
- Мученики веры, погибшие от нацизма во время Второй мировой войны" Архивировано 2 апреля 2012 года.  (англ.)